# Липи в селі Лютарка
Липи в селі Лютарка. Дві липи, обхват 6,80 м, і 6,2 м, вік близько 400 років, висота 18 м і 21 м. Ростуть по вул. Садова в селі Лютарка Ізяславської громади Шепетівського району Хмельницької області. Більша липа має дупло, в якому може поміститися кілька людей. Дерева потребують лікування і заповідання.